# Pugnaces Britanniae
I Pugnaces Britanniae, lett. "Combattivi britannici", erano una razza canina ora estinta diffusa nelle Isole britanniche al tempo dell'Impero romano. Selezionata dai Celti, la razza era molto apprezzata dai romani per le Venationes.
È ad oggi oggetto di discussione quale fosse l'aspetto dei Pugnaces: taluni cinofili sostengono si trattasse di una razza molossoide antenata dell'attuale mastiff, talaltri ritengono invece si trattasse di cani del tipo levriero non dissimili dall'odierno Irish wolfhound.

## Il confronto delle fonti
La teoria secondo la quale i Pugnaces furono una razza molossoide autoctona delle Isole britanniche originò nell'ambiente cinofilo inglese nel corso del XIX secolo e venne canonizzata nel volume The history of the mastiff di M.B. Wynn, segretario del Mastiff Club ed egli stesso noto allevatore di mastini. Wynn sostenne la tesi che i Pugnaces fossero grossi bulldog dai quali sarebbero discesi, per tramite d'incroci con altre razze molossoidi d'importazione romana (fondamentalmente il Cane Molosso vero e proprio), i moderni mastiff e bulldog.
L'analisi delle fonti storiche rende però arduo supportare le argomentazioni di Wynn e dei suoi predecessori, tra i quali si cita solitamente J. Wilson, autore di un Essays on the origin and natural history of domestic animals del 1828. Anzitutto, le testimonianze letterarie ed archeologiche relative alle razze canine selezionate dai Celti, il ceppo etnico dei Britanni ai quali i Romani strapparono le Isole britanniche, attestano la preferenza di questo popolo per razze sì di grandi dimensioni ma non espressamente del tipo mollosoide. Già al Sacco di Delfi (279 a.C.), i Celti impiegavano, anche in battaglia, cani di grandi dimensioni. Gaio Giulio Cesare (100–44 a.C.) menziona questi cani nel De bello gallico, due secoli dopo, seppur non faccia riferimento all'impiego da parte dei Britanni di cani da guerra quando descrive le spedizioni britanniche del 55-54 a.C.
Le fonti storiche relative ai cani impiegati dai celti stanziati in Britannia datano all'epoca dell'Impero romano. Nella letteratura latina, fu per primo Grazio Falisco († post-8 d.C.) a tessere le lodi del cane britannico nel suo Cynegeticon, un'opera panegirica dedicata alla pratica venatoria:
(Falisco, vv. 175-180)
Fonti celtiche coeva, tre poemi appartenenti al cosiddetto "Ciclo dell'Ulster", nello specifico lo Scéla Muicce Maic Dathó, il Táin Bó Cúailnge e il Táin Bó Flidaise, confermano l'abitudine dei Celti, in questo caso specifico i Gaeli d'Irlanda, di scendere in battaglia accompagnati dai loro cani da caccia.
Nel I secolo, il geografo greco Strabone († 21/24 d.C.) riporta l'uso romano di importare dalla Britannia i cani ivi impiegati dai Celti per la guerra e riutilizzati a Roma nelle Venationes, una forma di spettacolo negli anfiteatri romani che implicavano la caccia e l'uccisione di animali selvatici di provenienza esotica. Nel medesimo periodo, Publio Cornelio Tacito (55–117/120 d.C.) conferma che i cani figurano, insieme a grano, pellame, armenti, ferro, argento e schiavi, tra le principali merci esportate dalla Britannia: il romano parla espressamente di cani da caccia dalla particolare intelligenza confermando la vocazione venatoria della razza britannica come Falisco e Strabone.
Nel III secolo, è il poeta Marco Aurelio Olimpio Nemesiano a definire i cani britannici «rapidi ed adatti alla caccia». Un secolo dopo, nella Roma Teodosiana, i cani britannici sono ancora impiegati nelle Venationes: nel 391 lo scrittore Quinto Aurelio Simmaco (340–402/403) ricevette in dono sette di questi cani, ora definiti Canes Scotici, che si esibirono nei giochi dedicati alle fiere contro orsi e leoni e «tutta Roma li vide [combattere] con meraviglia». Claudio Claudiano (370–404), un contemporaneo di Simmaco, conferma la capacità dei cani britannici di abbattere prede di grandi dimensioni.
Le antiche testimonianze figurative confermano i dati letterari circa la linea aggraziata e la vocazione venatoria dei cani britannici. Nelle arti figurative celtiche, il cane è solitamente raffigurato con forme allungate, molto lontane dall'archetipo molossoide. Molto importanti in questo senso i ritrovamenti di numerose statue di cani presso il tempio del dio Nodens a Lydney (Gloucestershire), tutti con fogge di levrieri.
La tesi della derivazione molossoide dei Pugnaces introdotta da Wynn trovò comunque un fertile uditorio nell'ambiente cinofilo anglosassone. Al principio del XX secolo, Leighton sostenne che cani di tipo molossoide provenienti dal Medioriente furono tradotti in Britannia dai mercanti fenici nel VI secolo a.C., una tesi che lo stesso Wynn si era limitato a presentare come ipotetica, originando i Pugnaces intesi come diretti progenitori molossoidi del Mastiff e del Bulldog. La medesima fonte confermava l'esistenza già al tempo dei Romani, nella sola Irlanda, di una razza di cani giganti del tipo levriero molto amata dai Celti e dalla quale deriverebbe direttamente l'attuale Irish Wolfhound.
Nelle recenti pubblicazioni cinofile che difendono la tesi dei Pugnaces molossoidi si tende oltretutto a riportare in auge la del tutto infondata credenza che, in epoca romana, stanziasse in Britannia un ufficiale incaricato di selezionare (forse allevare) mastiff-bulldog da inviare a Roma per gli spettacoli circensi, il Procurator Cynegii. Tale teoria fu in realtà già smentita dallo stesso Wynn in quanto basata sulla mala-traduzione della Notitia dignitatum da parte dell'umanista austriaco Wolfgang Lazius (1514–1565) prima e dall'inglese William Camden (1551–1623) poi.

## Descrizione

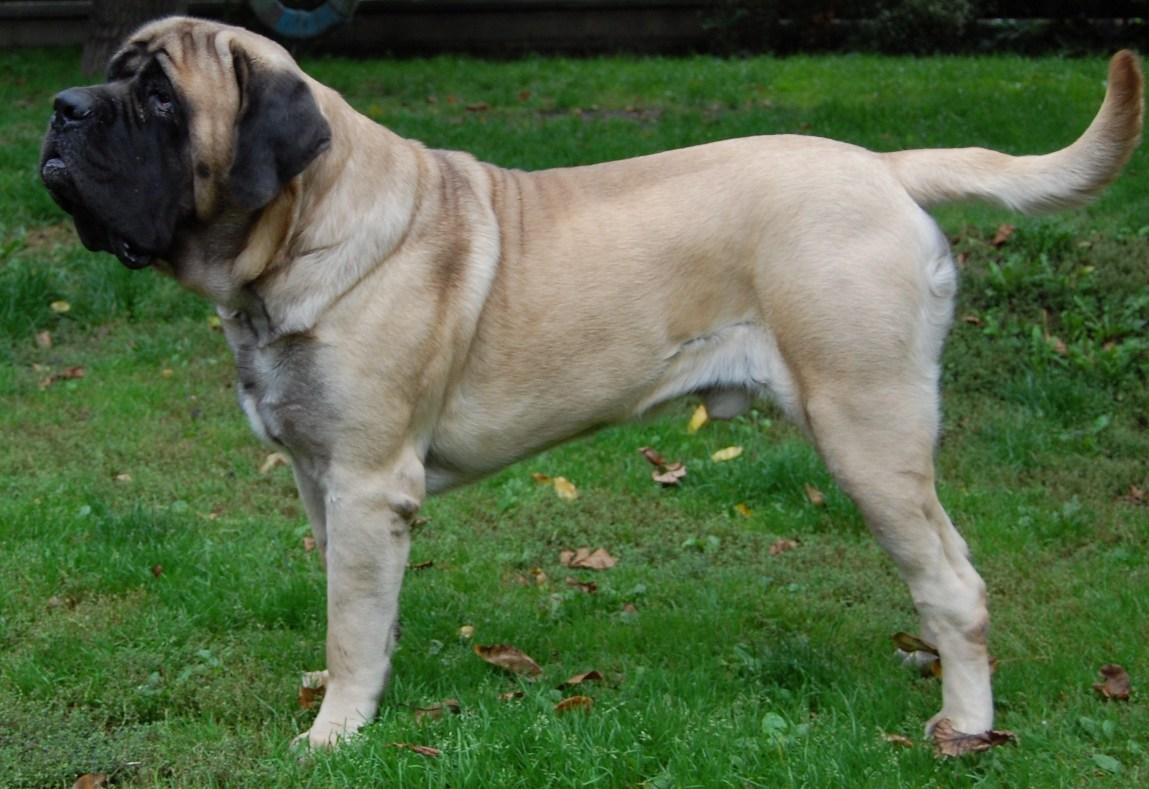
Mastino inglese
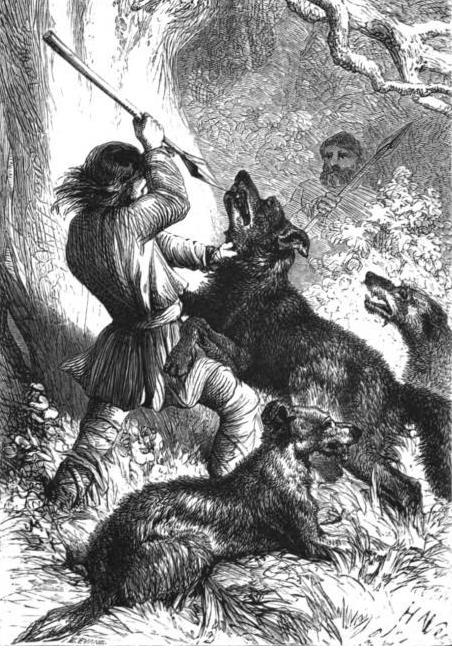
Raffigurazione romantica del Pugnaces in foggia di Wolfhound
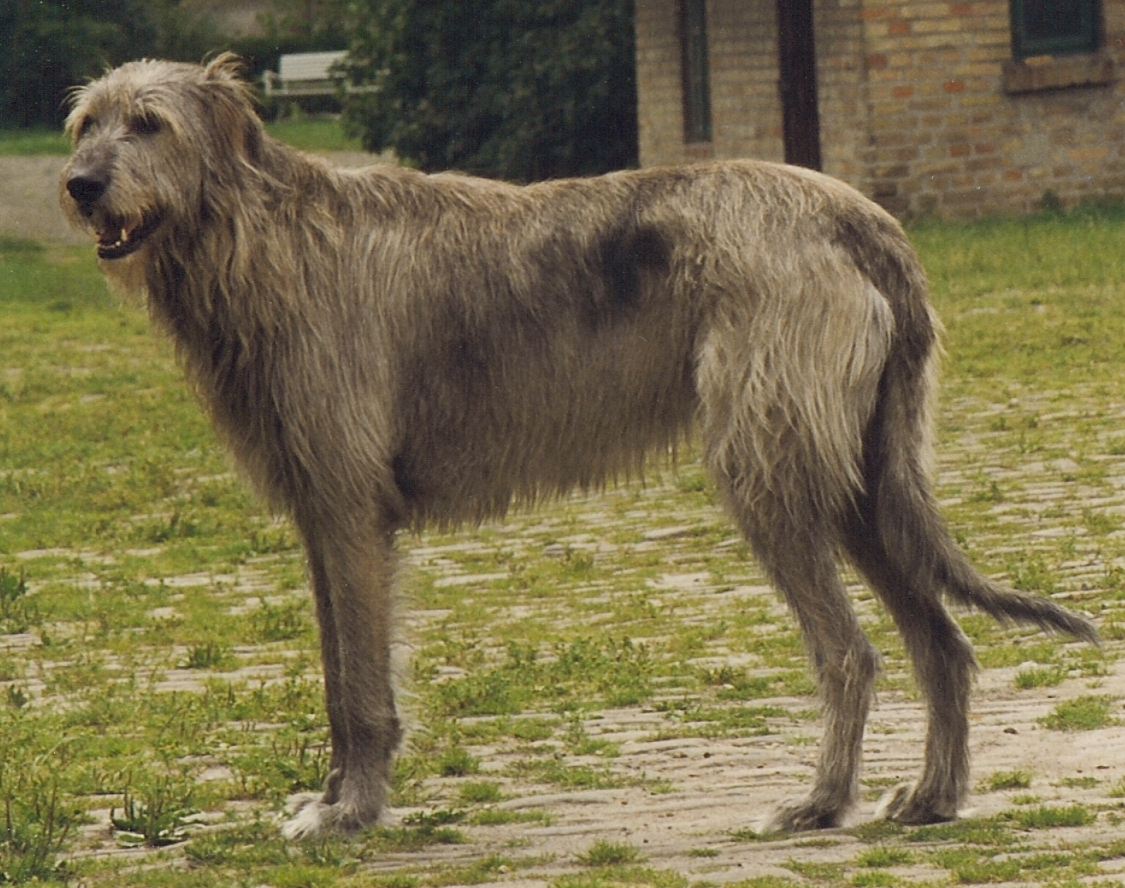
Levriero irlandese

### Esplicative
1. ↑  Il grossolano errore è purtroppo anche riportato nel Portale web ENCI -  Mastiff, su enci.it..
2. ↑  Il Procurator Cynegii era stato per esempio citato in (EN) J. Wilson, Essays on the origin and natural history of domestic animals, in The Quarterly Journal of Agriculture, vol. 1, 1828,  p. 698.

### Bibliografiche
1. ↑  Fleig 1996, pp. 26-27.
2. ↑  Wynn 1886, p. 16.
3. ↑  Wilson 1828.
4. ↑  (EN) J. Koch, The Celtic Lands, in N.J. Lacy (a cura di), Medieval Arthurian Literature : A Guide to Recent Research, Taylor & Francis, 1996,  p. 237.
5. ↑  (EN) Xavier Delamarre, Dictionnaire de la langue gauloise, Editions Errance, 2001,  pp. 274-276.
6. ↑  (LA) Gaio Giulio Cesare, De bello gallico, L. IV e V, I secolo a.C..
7. ↑  Nemesiano, v. 225.
«divisa Britannia mittit veloces nostrique orbis venatibus aptos».
8. ↑  Simmaco - trad. in (EN) J. Samaha, The New Complete Irish Wolfhound, Howell Book House, 1991, ISBN 978-0-87605-171-9.
9. ↑  Claudiano, v. 300.
«variae formis et gente sequuntur ingenioque canes [...] magnaque taurorum fracturae colla Britannae».
10. ↑  (EN) R.E.M. Wheeler e T.V. Wheeler, Report on the excavation of the prehistoric, Roman and post-Roman site in Lydney Park, Gloucestershire, Oxford, 1932.
11. ↑  Leighton 1907, p. 20.
12. ↑  Wynn 1886, pp. 16 e 35-37.
13. ↑  Leighton 1907, p. 160.
14. ↑   U. Cuomo, Il bulldog : storia, standard, educazione, alimentazione, allevamento, salute, C&CC, 2002.
15. ↑  (EN) . Chappell, Dogs and Their Masters with Illustrations in Colour, 1912.
16. ↑  Wynn 1886, pp. 65-67.
17. ↑  (EN) J.P. Wild, The gynaeceum at Venta and its context, in Latomus, vol. 26, 1967,  pp. 648-676.

### Fonti
- (GA) ANONIMO, Scéla Muicce Maic Dathó, Táin Bó Cúailnge e Táin Bó Flidaise, in Ciclo dell'Ulster, I secolo a.C..
- (LA) Grazio Falisco, Cynegeticon, I secolo a.C..
- (LA) Claudio Claudiano, De Consulatu Stilichonis, IV secolo.
- (LA) Marco Aurelio Olimpio Nemesiano, Cynegetica, III secolo.
- (LA) Strabone, Geografia, I secolo.
- (LA) Tacito, De vita et moribus Iulii Agricolae, I secolo.

### Studi
- (EN) D. Fleig, History of Fighting Dogs, Neptune NJ, TFH Publications, 1996, ISBN 0-7938-0498-1.
- (EN) M. Homan, A Complete History of Fighting Dogs, Howell Book House Inc., 2000, ISBN 1-58245-128-1.
- (EN) M. McBryde, The Irish Wolfhound : Symbol of Celtic Splendor, John Wiley & Sons, 1998, ISBN 978-0-87605-169-6.
- (EN) M.B. Wynn, The history of the mastiff, William Loxley, 1886.
- (EN) R. Leighton, The New Book of the Dog, Londra-New York, Cassell, 1907.